# Kalore asanga
Kalore asanga là một loài bọ cánh cứng trong họ Cerambycidae.